# Dresserus laticeps
Dresserus laticeps är en spindelart som beskrevs av William Frederick Purcell 1904. Dresserus laticeps ingår i släktet Dresserus och familjen sammetsspindlar. Inga underarter finns listade i Catalogue of Life.